# Хишам II
Абу ел Валид Хишам ел Муајад Билах (арап. ابو الولید ھشام المؤيد بالله), познатији као Хишам II (арап. ھشام; Кордоба, 11. јун 966 — Кордоба, 25. април 1013), био је кордопски калиф од 976. до 1009. године и поново од 1010. до своје смрти. Током највећег дела владавине, није имао никаквог удела у власти. Сва власт налазила се у рукама везира (хаџиба) Алманзора, потом његових синова. Њиховом заслугом држава је током Хишамове владавине достигла врхунац своје моћи. Међутим, смрт Алманзоровог наследника Абд ел Малика 1008. године изазвала је серију грађанских ратова који ће довести до пропасти Кордопског калифата.

## Порекло и детињство
Хишам се родио 11. јуна 966. године у Кордоби као син кордопског калифа Ел Хакама II и његове конкубине Субх. Према неким изворима Ел Хакам је био хомосексуалац и држао је искључиво мушки харем. Ово је створило нарочити проблем на двору пошто калиф није био више млад, а још није имао легитимног наследника. Бизарно решење нађено је у Баскијки Субх, којој је било наложено да се облачи, понаша као мушкарац и дато мушко име Џафар. Субх и Ел Хакам су имали два сина. Смрћу свог старијег брата Абдурахмана у доби од само осам година, 970. године, Хишам је постао наследник престола.
Још као наследник, дошао је у додир са Абу Амир Мухамедом, познатијим под именом Алманзор, који је био управник његовог имања. Када је 976. године умро Ел Хакам, Алманзор и његов таст генерал Галиб осигурали су наслеђе Хишаму, спречивши евнухе да на престо поставе претендента из бочне линије кордопских Омејада. У почетку су Субх и тадашњи први министар Џафар ел Мусхафи владали као регенти малолетном калифу, док је Алманзор био управник ризнице. Међутим, углед који је стекао помогавши калифу да дође на власт обезбедио му је брз политички успон. Уз низ претњи и убеђивања, успео је да потисне остале министре и да 978. године буде постављен за везира (хаџиба) дечаку владару, објединивши функцију првог министра и управника двора.

## У сенци Алманзора
Године 981. везир се преселио у нову палату, изграђену по његовој наредби, заједно са целокупним племством Кордобе. Петнаестогодишњи Хишам остављен је изолован у својој палати, без контаката с министрима и дворанима. Алманзор је објавио да је дечак одлучио да се посвети добротворном раду, држећи га притом у изолацији. Истовремено, везир је оптужио друге високе функционере за безбожност и неверност, све оне који су можда били амбициозни баш као и он сам. Неке је послао у изганство, а друге осудио на смрт. Везирово име је заједно с Хишамовим било изговарано на молитвама петком што је био доказ да се уздигао до врха хијерархије. Алманзорови потези природно су изазвали велико неодобравање, али је његова потпуна власт била обезбеђена победом над Галибом и његовом погибијом још исте године.
Алманзор је заменио арапску милицију берберским војницима доведеним из северне Африке. Такође, ангажовао је и Сакалибе, трупе у главном састављене од Словена, у мањој мери од Гала, Германа или Шпанаца. Многе од њих постављао је и на високе положаје. Његовим деловањем, Кордопски калифат достигао је врхунац моћи, проширивши се према северу Пиринејског полуострва и озбиљно угрозивши тамошње хришћанске државе. Говорило се да је Алманзор победио хришћане у 57 окршаја. После његове смрти 1002. године, место везира и фактичког владара преузео је његов син Абд ел Малик ел Музафар.

## У сенци Алманзорових синова
Убрзано ширење Кордопског калифата довело је до тога да његови темељи то више нису могли да се издрже, па су после Алманзорове смрти почели да се урушавају. Абд ел Малик је био приморан да се без престанка бори како би сачувао границе калифата тамо где их је Алманзор поставио. Упркос његовом сталном одсуству, Хишам и даље није имао никаквог удела у власти. Нови везир је водио успешне кампање против Памплоне и Барселоне. Нарочита пажња била је посвећена Каталонији, где је 1003. године однео победу код Албезе, али је 1006. године био поражен код Торе. Међутим, умро је већ у октобру 1008. године од упале плућа, коју је добио током похода против Кастиље.
Сада је почела да се показује сва трулеж коју су само замаскирале Алманзорове величанствене победе. Абд ел Рахман Санчуело, Абд ел Маликов млађи брат, за кога се веровало да је одговоран за његову смрт, наследио је положај везира. Нови везир није видео разлога да крије своју моћ под покровитељством законитог калифа, па је приморао Хишама да га именује за наследника. Други чланови владарске породице су се побунили; већ су оспоравали привилегије Алманзорове породице, а посебно им се није допадало то што су велику већину високих позиција у војсци имали Бербери, а не арапски ратници. Нажалост, нису били јединствени. Неки су подржавали Хишама, неки друге претенденте, па је избио грађански рат. Абд ел Рахман и његови Бербери борили су се против разних омајадских фракција које су желеле да поврате власт над калифатом, док су се Омејади борили међусобно. Године 1009. избио је устанак у Кордоби у коме је Абд ел Рахман био убијен, а Хишам свргнут и стављен у кућни притвор. Власт је преузео Мухамед, праунук калифа Абдурахмана III.

## Друга владавина и смрт
У сукоб у Кордопском калифату умешале су се хришћанске државе са севера. Кастиља је подржала берберске трупе, које су подржале фракцију тужиоца Сулејмана, праунука калифа Абдурахмана III са друге стране. Сулејман је уз њихову помоћ преузео власт у Кордоби. Следеће године су у бици код Акбат ел Бакра, у близини Кордобе, његове трупе победили Сакалиби и војска каталонских грофовија, подржавајући збаченог Мухамеда. Међутим, Ел Вадих, вођа Сакалиба, погубио је Мухамеда и вратио на власт Хишама кад је ушао у Кордобу. Град је том приликом био спаљен.
Хишам је у наредним годинама владао под утицајем Ел Вадиха. Током овог периода почела је да се урушава централна власт у Калифату. Већ 1009. године Бербери су формирали таифу у Алпуентеу, данас саставном делу Валенсије. Сакалиби су почели да заузимају источну обалу од Алмерије до Тортосе. Ту је 1010. године формирана таифа Денија, а извесни Мубарак и Музафар основали су таифу Валенсију. Године 1011. образована је таифа у Алмерији и Сакалиби су освојили Мурсију. Бербери су преузимали власт претежно над јужним областима од Кадиза до Гранаде. Ту су 1011. године основали таифу у Аркосу. Исте године основали су таифу и у Албарасину, у близини Теруела. Муслиманско племство и само је почело да се одмеће од централне власти. Њихова прва таифа основана је 1012. године на Салтесу.
Бербери нису прихватили легитимну власт, већ су остали одани Сулејману. У пролеће 1013. године они су опљачкали и разорили Кордобу. Хишам је био убијен 25. априла, а Сулејман је поново постао калиф. Преврат је за последицу имао нова отцепљења. Сакалиби у Бадахозу и Бербери у Кармони, Гранади и Морону прогласили су независност од Кордопског калифата.
Попут свог оца, Хишам је био хомосексуалац и држао је мушки харем.